# 3-etil-3-metilpentano
El 3-etil-3-metilpentano es un alcano de cadena ramificada con fórmula molecular C8H18.